# Geoffrey Smale
Geoffrey Audrew Smale (5 de noviembre de 1924-9 de abril de 2011) fue un deportista neozelandés que compitió en vela en la clase Flying Dutchman. Ganó una medalla de plata en el Campeonato Mundial de Flying Dutchman de 1967.

## Palmarés internacional
| Campeonato Mundial | Campeonato Mundial | Campeonato Mundial | Campeonato Mundial |
| Año                | Lugar              | Medalla            | Clase              |
| ------------------ | ------------------ | ------------------ | ------------------ |
| 1967               | Montreal (Canadá)  | Medalla de plata   | Flying Dutchman    |